# أولاد خليفة مرشوشة (مرشوش)
أولاد خليفة مرشوشة هي إحدى مشيخات المملكة المغربية، تتبع جغرافيا لإقليم الخميسات وإداريًا لمرشوش. يقدر عدد سكانها بـ 4999 نسمة حسب الإحصاء الرسمي للسكان والسكنى لسنة 2004.